# Golóvkovo
Golóvkovo (en rus: Головково) és un poble de l'óblast de Leningrad, a Rússia, pertany al districte rural de Boksitogorski. El 2017 tenia 13 habitants.